# Вісник Національного банку України
«Вісник Національного банку України» — щоквартальний науково-практичний електронний журнал Національного банку України, заснований 1994 року. Регулярно видається з березня 1995 р. (спочатку — щокварталу, з 1996 року — один раз на два місяці, з 1997 року — щомісяця). У липні 2015 року змінено концепцію журналу. З вересня 2015 р. видання виходить у світ як щоквартальний електронний двомовний науково-практичний журнал. Мови видання — українська, англійська.

## Тематична спрямованість журналу
Тематика дослідницьких публікацій зосереджена на питаннях монетарної політики, макроекономіки, моделювання та прогнозування, фінансової стабільності, макропруденційного нагляду, теорії  грошей та інших актуальних напрямах, які належать до сфери діяльності та компетенції Національного банку України. 

## Засновник і видавець
Засновником і видавцем журналу є Національний банк України

### Редакційна колегія[Архівовано2 лютого 2017 уWayback Machine.]
Голова Редакційної  колегії
- Дмитро Сологуб

Заступник Голови Національного банку України
Заступник Голови Редакційної колегії
- Сергій Ніколайчук

Директор Департаменту монетарної політики та економічного аналізу Національного банку України, PhD
Члени редакційної колегії
- Віталій Ваврищук

Директор Департаменту фінансової стабільності Національного банку України
- Вадим Волосович

Професор Університету Еразма Роттердамського, PhD
- Юрій Городніченко

Професор Університету Каліфорнії, Берклі, PhD
- Віктор Козюк

Професор Тернопільського національного економічного університету,
доктор економічних наук, член Ради Національного банку України
- Олег Кореньок

Професор Університету Співдружності Вірджинії, PhD
- Олексій Кривцов

Директор з досліджень Департаменту міжнародного економічного аналізу Банку Канади, PhD
- Том Купе

Професор Університету Кентербері, PhD
- Тимофій Милованов

Професор Університету Пітсбургу, почесний президент Київської школи економіки, заступник Голови Ради Національного банку, PhD
- Олександр Петрик

Професор, доктор економічних наук
- Інна Співак

Начальник відділу аналізу міжнародної економіки Департаменту монетарної політики та економічного аналізу
Національного банку України, доктор економічних наук
- Олександр Талавера

Професор Університету Суонсі, PhD
- Андрій Цапін

Застпуник начальника відділу досліджень Департаменту монетарної політики та економічного аналізу Національного банку України, PhD
- Марко Шкреб

Консультант із діяльності центральних банків

### Editorial Board[Архівовано28 серпня 2018 уWayback Machine.]
Chairman of the Editorial Board
- Dmytro Sologub

Deputy Governor, National Bank of Ukraine
Deputy Chairman of the Editorial Board
- Sergiy Nikolaychuk

Director of Monetary Policy and Economic Analysis Department of the National Bank of Ukraine, PhD
Editorial Board Members
- Tom Coupe

Associate Professor, University of Canterbury, PhD
- Yuriy Gorodnichenko

Professor, University of California, Berkeley, PhD
- Oleg Korenok

Associate Professor, Virginia Commonwealth University, PhD
- Viktor Koziuk

Professor, Ternopil National Economic University, Doctor of Economics, Member of NBU Council
- Oleksiy Kryvtsov

Senior Research Director in the International Economic Analysis Department, Bank of Canada, PhD
- Tymofiy Mylovanov

 Professor, University of Pittsburgh, Honorary President of Kyiv School of Economics, Deputy Chairman of NBU Council, PhD
- Oleksandr Petryk

Professor, Doctor of Economics
- Marko Skreb

 Advisor on the Activities of Central Banks
- Inna Spivak

Head of International Economy Analysis Unit in the Monetary Policy and Economic Analysis Department, National Bank of Ukraine, Doctor of Economics
- Oleksandr Talavera

Professor, Swansea University, PhD
- Andriy Tsapin

Deputy Head of Research Unit in the Monetary Policy and Economic Analysis Department, National Bank of Ukraine, PhD
- Vitaliy Vavryshchuk

Director of Financial Stability Department, National Bank of Ukraine
- Vadym Volosovych

Associate Professor, Erasmus University Rotterdam, PhD

## Інформація для авторів[Архівовано2 лютого 2017 уWayback Machine.]
Детальну інформацію щодо процедури розгляду надісланих дослідницьких статей, а також їх рецензування, [Архівовано 2 лютого 2017 у Wayback Machine.] вимог до оформлення статті, [Архівовано 2 лютого 2017 у Wayback Machine.] послідовності опрацювання та публікації,  розміщено у відповідному розділі Інформація для авторів [Архівовано 2 лютого 2017 у Wayback Machine.] Information for authors [Архівовано 2 лютого 2017 у Wayback Machine.].
За прямими посиланням ви можете дізнатися, дотримання яких стандартів Видавничої етики [Архівовано 2 лютого 2017 у Wayback Machine.] Publication ethics вимагається від усіх учасників підготовки статті до публікації відповідно до міжнародних вимог для фахових наукових видань.

## Формат видання[Архівовано2 лютого 2017 уWayback Machine.]/випуски та статті[Архівовано2 лютого 2017 уWayback Machine.]/архів[Архівовано18 вересня 2016 уWayback Machine.]
Щоквартальне науково-практичне видання "Вісник Національного банку України [Архівовано 2 лютого 2017 у Wayback Machine.] / Visnyk of the National Bank of Ukraine" [Архівовано 2 лютого 2017 у Wayback Machine.] виходить у світ в електронному форматі, випуски розміщено на сторінках Офіційного інтернет-представництва Національного банку України [Архівовано 6 травня 2016 у Wayback Machine.]
Нова концепція випуску журналу "Вісник Національного банку України / Visnyk of the National Bank of Ukraine" передбачає вільний доступ читачів до наукових і дослідницьких статей, опублікованих у виданні. 
Кожен користувач може відкрити сторінку видання та ознайомитися з поточними випусками в повноформатному викладі, постатейно, а також з архівом [Архівовано 18 вересня 2016 у Wayback Machine.] усіх випусків "Вісника Національного банку України" попередніх років.
"Вісник Національного банку України" (українською мовою) [Архівовано 2 лютого 2017 у Wayback Machine.]
"Visnyk of the National Bank of Ukraine" (іn English) [Архівовано 2 лютого 2017 у Wayback Machine.]
2017 року вийшов друком "Бібліографічний покажчик змісту журналу "Вісник Національного банку України" за 1994-2016 роки". Він розкриває повний зміст журналу за 1994-2016 рр., містить 7538 записів журнальних публікацій за вказаний період, покажчик імен. У допоміжних матеріалах подано перелік усіх 247 поточних і спеціальних випусків журналу за 1994–2016 рр., що увійшли до описів покажчика, дані про їхній обсяг, уміщено перелік інших періодичних та неперіодичних видань Національного банку України, над підготовкою до друку яких працювала Редакція періодичних видань Національного банку України, матеріали до історії журналу тощо.

## Адреса журналу
Україна, м. Київ, 01601, вул. Інститутська, 9
9 Instytutska Street, Kyiv, 01601, Ukraine

## Індексація журналу в наукометричних та реферативних базах даних
- Visnyk of the National Bank of Ukraine Index Copernicus [Архівовано 1 грудня 2017 у Wayback Machine.]
- Visnyk of the National Bank of Ukraine IDEAS [Архівовано 17 листопада 2017 у Wayback Machine.]
- Visnyk of the National Bank of Ukraine  EconPapers [Архівовано 17 листопада 2017 у Wayback Machine.]
- Вісник Національного банку України / Visnyk of the National Bank of Ukraine Google Scholar
- Вісник Національного банку України / Visnyk of the National Bank of Ukraine JIC Index [Архівовано 2 березня 2022 у Wayback Machine.]